# 1889 en rugby à XV
Les faits marquants de l'année 1889 en rugby à XV

## Événements

### Février
- Début de la septième édition du Tournoi, le tournoi britannique de rugby à XV 1889 :

| Le 2 février à Édimbourg | Écosse  | 2 - 0 | Pays de Galles |
| Le 16 février à Belfast  | Irlande | 0 - 3 | Écosse         |

- 16 février : match international de rugby entre l’Angleterre et les « Natives » de Nouvelle-Zélande à Blackheath. L’Angleterre s’impose devant 12 000 spectateurs.

### Mars
- Troisième match du tournoi britannique :

| Le 2 mars à Swansea | Pays de Galles | 0 - 2 | Irlande |

- Le Tournoi britannique de rugby à XV 1889 est inachevé à cause du boycott de l'Angleterre par les trois autres équipes (l'Angleterre ne voulant pas s'affilier au récent International Rugby Football Board)[1].

- De nouvelles règles du rugby sont publiées en mars 1889 : Laws of the Rugby Football Union.

### Récapitulatifs des principaux vainqueurs de compétitions 1888-1889
- Le Yorkshire est le premier champion d'Angleterre des comtés.
- La Western Province remporte le premier championnat d'Afrique du Sud des provinces, la Currie Cup.

### Août
- Dissolution de l’équipe de rugby des « Natives » de Nouvelle-Zélande.

- Après une tournée en Grande-Bretagne et une en Australie, l’ancêtre des All Blacks affiche 78 victoires  pour 107 matches joués.

## Naissances
- 25 février : Pierre Failliot, athlète de sprint, de haies et d'épreuves combinées puis joueur de rugby à XV français († 31 décembre 1935).
- 12 septembre : Ronald Poulton-Palmer, joueur de rugby à XV anglais († 5 mai 1915).